# TOP 09
Tradizione Responsabilità Prosperità 09 (in ceco Tradice Odpovědnost Prosperita 09, abbreviato in TOP 09) è un partito politico ceco di orientamento conservatore ed europeista fondato nel  2009 da Miroslav Kalousek e Karel Schwarzenberg, già Ministro degli Esteri, dopo l'abbandono dell'Unione Cristiana e Democratica - Partito Popolare Cecoslovacco.

## Storia
Il partito si è presentato per la prima volta alle elezioni parlamentari del 2010, in cui ha ottenuto il 16,7% dei voti.
Alle parlamentari del 2013 ha ricevuto il 12,0%, mentre si è fermato al 5,3% alle parlamentari del 2017.

## Loghi

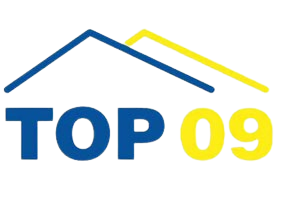
Logo 2009
Logo 2009-2017
Logo 2017-2021
Logo 2021-

## Risultati elettorali
| Elezione                     | Voti      | %     | Seggi    |
| ---------------------------- | --------- | ----- | -------- |
| Parlamentari 2010            | 873.833   | 16,70 | 41 / 200 |
| Parlamentari 2013            | 596.357   | 12,00 | 26 / 200 |
| Europee 2014                 | 241.747   | 15,95 | 3 / 21   |
| Parlamentari 2017            | 268.811   | 5,31  | 7 / 200  |
| Europee 2019                 | 276.220   | 11,65 | 2 / 21   |
| Parlamentari 2021 (in Spolu) | 1.493.701 | 27,8  | 14 / 200 |
| Europee 2024 (in Spolu)      | 661.250   | 22,27 | 2 / 21   |
| 1.                           |           |       |          |